# بسكاية (مقاطعة)
مقاطعة بِسْكَاية أو بِسْقَايَة (بالباسكية: Bizkaia، بالإسبانية:Vizcaya) هي مقاطعة إسبانية تقع في شمال الدولة، تقع ضمن حدود منطقة إقليم الباسك.
عاصمتها هي مدينة بلباو، تنقسم المقاطعة إلى 112 بلدية.

## الجغرافيا
تقع مقاطعة بسكاية في شمال إسبانيا تحدها من الشمال بحر قنطبرية، ومن الجنوب مقاطعة برغش ومقاطعة ألبة، ومن الشرق مقاطعة غيبوثكوا، ومن الغرب مقاطعة قنطبرية.
تبلغ مساحة مقاطعة بيسكاية 2.217 كم².

## الديموغرافيا
يبلغ عدد سكان مقاطعة بسكاية 1.155.772 نسمة عام 2011 (وفقاً للمعهد الوطني للإحصاء الإسباني).
فيما يلي قائمة أكبر البلديات من حيث عدد السكان (بتاريخ 1 يناير 2011):
1. بلباو 352.700 نسمة
2. باراكالدو 100.061 نسمة
3. غيتشو 80.089 نسمة
4. بورتغاليتي 47.742 نسمة
5. سانتورثي 47.076 نسمة
6. باساوري 42.166 نسمة
7. ليخونا 30.454 نسمة
8. غالداكاو 29.049 نسمة
9. سيستاو 28.959 نسمة
10. دورانغو (بسكاي) 28.226 نسمة

## أعلام
- جوزي أرتيتكسي
- ميكيا لوبيز دي هارو